# Casa Senyorial de Tiņģere
La Casa Senyorial de Tiņģere (en letó: Tiņģeres muižas pils) coneguda també com a Dižstende és una casa senyorial a la històrica regió de Curlàndia, al Municipi de Talsi a l'oest de Letònia.
L'edifici va ser construït el 1805 pel baró Johann von Bach. Allotja l'escola primària Tingere des de 1927, i també és utilitzat, els diumenges, per la congregació luterana Ķurbe.